# Fernando Acevedo (escritor)
Fernando Acevedo Quero (Madrid, 29 de mayo de 1973), también conocido como Acevedismos, es un escritor, actor y guionista español, conocido por su trabajo en cortos, películas, series y programas de televisión.

## Biografía
Fernando Acevedo, nació en la ciudad de Madrid, donde realizó sus estudios superiores en la Universidad Politécnica de Madrid, obteniendo el grado de Ingeniero Técnico de Telecomunicaciones. Publicó diferentes libros sobre tecnología, se ha desempeñado como guionista de televisión y cine, desenvolviéndose también como actor.

### Trayectoria
Como escritor, Fernando Acevedo Quero publicó varios libros de tecnología entre 1996 y 2005, entre ellos: Montaje configuración reparación PC (1996), Netscape Comunicator (1997), Guía rápida buscadores Internet (1998), Guía rápida Internet (1998), Guía visual montar y ampliar el PC multimedia (2000), NT Internet UD (2005), siendo su más reciente obra literaria Guía para calvos, junto a Jandro, publicada el año 2012.
Se ha desempeñado como guionista desde el año 2006 en el programa de televisión El hormiguero del cual es coordinador de guiones, además de formar parte de su elenco; ha sido también guionista de las series de televisión Feliz Año Neox el año 2011 e Hipnotízame el 2017 y 2018.
En el ámbito cinematográfico ha participado como actor en el cortometraje Summer Is Crazy el año 2012 y es coguionista junto a David Zurdo y Hugo Stuven del largometraje Anomalous, película de suspenso policíaco dirigida por Hugo Stuven, filmada en Barcelona y Nueva York y estrenada el año 2016.

### Libros Publicados
| Año  | Título                                        | Autor(es)                                                            | Reediciones |
| ---- | --------------------------------------------- | -------------------------------------------------------------------- | ----------- |
| 1996 | Montaje configuración reparación PC           | Fernando Acevedo Quero, David Zurdo Saiz, Ángel Ronda Corrochano     | 1999, 2003  |
| 1997 | Netscape Comunicator                          | Fernando Acevedo Quero, David Zurdo Saiz, Ángel Ronda Corrochano     | -           |
| 1998 | Guía rápida buscadores Internet               | Fernando Acevedo Quero, David Zurdo Saiz, Alejandro Sicilia Burgoa   | -           |
| 1998 | Guía rápida Internet                          | Fernando Acevedo Quero, Alejandro Sicilia Burgoa, David Zurdo Saiz   | 2000, 2002  |
| 2000 | Guía visual montar y ampliar el PC multimedia | Fernando Acevedo Quero, Ángel Gutiérrez Tapia, David Zurdo Saiz      | -           |
| 2005 | NT Internet UD                                | Fernando Acevedo Quero, David Zurdo Saiz]], Alejandro Sicilia Burgoa | 2005        |
| 2012 | Guía para calvos                              | Fernando Acevedo Quero, Jandro                                       | -           |

### Programas y series de televisión, cortos y películas
| Año           | Título                         | Créditos                                 |
| ------------- | ------------------------------ | ---------------------------------------- |
| 2006-presente | El hormiguero (Programa de TV) | Guionista, actor, coordinador de guiones |
| 2011          | Feliz Año Neox (TV Serie)      | Guionista                                |
| 2012          | Summer Is Crazy (Cortometraje) | Actor (Mariano Rajoy)                    |
| 2016          | Anomalous (Largometraje)       | Guionista                                |
| 2017-2018     | Hipnotízame (TV Serie)         | Guionista                                |